# Gelao rouge de Pudi
Pour les articles homonymes, voir Gelao (homonymie).
Le gelao rouge de Pudi est une langue taï-kadaï parlée en Chine, dans la province de Guizhou par les Gelao.

## Classification
Le gelao de Pudi est rattaché au gelao blanc, aussi appelé duoluo, un des ensembles de parlers du gelao.  Il fait partie des langues kadaï, un des groupes des langues taï-kadaï. Les Gelao de Pudi ne se dénomment pas eux-mêmes Duoluo, mais pɯ55ɣɯ55.

## Phonologie
Les tableaux présentent les phonèmes de la variété de gelao blanc parlé dans le village de Pudi (普底), dans le xian de Dafang, rattaché à la préfecture de Bijie dans le Guizhou.  

### Voyelles
Les voyelles sont :
|         | Antérieure        | Postérieure |
| ------- | ----------------- | ----------- |
| Fermée  | i [i] y [y] ɿ [ɿ] | ɯ [ɯ] u [u] |
| Moyenne | e [e]             | o [o]       |
| Ouverte | ɛ [ɛ] a [a]       |             |

### Consonnes
Les consonnes sont :
|            |             | Bilabiales | Alvéolaires | Alvéolaires | Alv.-p.    | Dorsales | Dorsales | Glottales |
| ---------- | ----------- | ---------- | ----------- | ----------- | ---------- | -------- | -------- | --------- |
| Centrales  | Latérales   | Bilabiales | Vélaires    | Uvulaires   | Alv.-p.    |          |          | Glottales |
| Occlusives | Sourde      | p [p]      | t [t]       |             |            | k [k]    | q [q]    | ʔ [ʔ]     |
| Occlusives | Aspirées    | ph [pʰ]    | th [tʰ]     |             |            | kh [kʰ]  | qh [qʰ]  |           |
| Occlusives | Prénasal.   | mp [m͡p]    | nt [n͡t]     |             |            | ŋk [ŋ͡k]  | ɴq [ɴ͡q]  |           |
| Fricatives | sourdes     | f [f]      | s [s]       | ɬ [ɬ]       | ɕ [ɕ]      | x [ x]   |          | h [h]     |
| Fricatives | Sonore      | v [v]      | z [z]       |             | ʑ [ʑ]      | ɣ [ɣ]    |          | ɦ [ɦ]     |
| Fricatives | Préglottal. | ʔv [ʔv]    |             |             | ʔʑ [ʔʑ]    |          |          |           |
| Affriquées | Sourde      |            | ts [t͡s]     |             | tɕ [t͡ɕ]    |          |          |           |
| Affriquées | Aspirées    |            | tsh [t͡sʰ]   |             | tɕh [t͡ɕʰ]  |          |          |           |
| Affriquées | Prénasal.   |            | nts [n͡t͡s]   |             | ȵtɕ [ ɲ͡t͡ɕ] |          |          |           |
| Liquides   | Sonore      |            |             | l [l]       |            |          |          |           |
| Liquides   | Préglottal. |            |             | ʔl [ʔl]     |            |          |          |           |
| Nasales    | Sonore      | m [m]      | n [n]       |             | ȵ [ ɲ]     | ŋ [ŋ]    |          |           |
| Nasales    | préglott.   | ʔm [ʔm]    | ʔn [ʔn]     |             |            | ʔŋ [ʔŋ]  |          |           |
| Nasales    | dévoisée    | m̥ [m̥]      |             |             | ȵ̥ [ ɲ̥]     | ŋ̥ [ŋ̥]    |          |           |

### Tons
Le gelao de Pudi est une langue tonale, avec 4 tons.
| Ton | Valeur | Exemple | Traduction        |
| --- | ------ | ------- | ----------------- |
|     | 55     | ʔuŋ55   | eau               |
|     | 33     | ʑɯ33    | aller, s'en aller |
|     | 13     | ntiaŋ13 | couteau           |
|     | 31     | ŋkun31  | mourir            |

## Grammaire

### Numéraux
Les numéraux de un à dix du gelao de Pudi sont:
| un   | deux | trois | quatre | cinq  | six    | sept | huit | neuf  | dix   |
| ---- | ---- | ----- | ------ | ----- | ------ | ---- | ---- | ----- | ----- |
| sɿ55 | sɯ33 | ti33  | po55   | mau31 | miaŋ31 | te55 | ʔɛ31 | sau13 | ɕuɛ13 |

## Sources
- (en) Jerold A. Edmondson 2008, Kra or Kadai Languages, dans The Tai-Kadai Languages (éditeurs, Anthony Van Nostrand Diller, Jerold A. Edmondson, Yongxian Luo), pp. 653-670, Londres, Routledge.
- (zh) He Jiashan, 1983, 仡佬语简志 - Gēlǎoyǔ jiǎnzhì, Pékin, Mínzú chūbǎnshè.
- (zh) Ni Dabai, 1990, 侗台语概论 - Dòngtáiyǔ gàilùn - An Introduction to Kam-Tai Languages, Pékin, Zhōngyāng mínzú xuéyuàn chūbǎnshè  (ISBN 7-81001-199-5)